# A' Katīgoria 1979-1980
L'edizione 1979-80 della A' Katīgoria fu la 41ª del massimo campionato cipriota; vide la vittoria finale dell'APOEL, che conquistò il suo dodicesimo titolo, interrompendo una serie di sei vittorie consecutive dell'Omonia.
Capocannoniere del torneo fu Sōtīrīs Kaïafas dell'Omonia con 23 reti.

## Classifica finale
|  |    | Classifica finale   | G  | V  | N  | P  | GF | GS | Dif | Punti |
|  | -- | ------------------- | -- | -- | -- | -- | -- | -- | --- | ----- |
|  | 1  | APOEL               | 28 | 23 | 2  | 3  | 72 | 19 | +53 | 48    |
|  | 2  | Omonia (C) (CC)     | 28 | 21 | 6  | 1  | 66 | 14 | +48 | 48    |
|  | 3  | Pezoporikos Larnaca | 28 | 13 | 7  | 8  | 41 | 39 | +15 | 33    |
|  | 4  | EPA Larnaca         | 28 | 10 | 10 | 8  | 41 | 29 | +27 | 33    |
|  | 5  | AEL Limassol        | 28 | 14 | 2  | 12 | 41 | 43 | -2  | 30    |
|  | 6  | Apollōn Limassol    | 28 | 7  | 14 | 7  | 36 | 30 | +6  | 28    |
|  | 7  | Anorthōsis          | 28 | 9  | 8  | 11 | 31 | 31 | +0  | 26    |
|  | 8  | Arīs Limassol       | 28 | 9  | 8  | 11 | 37 | 40 | -3  | 26    |
|  | 9  | EN Paralimni        | 28 | 8  | 8  | 12 | 23 | 26 | -3  | 24    |
|  | 10 | Olympiakos Nicosia  | 28 | 8  | 8  | 12 | 27 | 48 | -21 | 24    |
|  | 11 | Alkī Larnaca        | 28 | 8  | 7  | 13 | 27 | 45 | -18 | 23    |
|  | 12 | Keravnos Strovolos  | 28 | 7  | 7  | 14 | 35 | 50 | -15 | 21    |
|  | 13 | Omonia Aradippou    | 28 | 6  | 9  | 13 | 18 | 35 | -17 | 21    |
|  | 14 | APOP Paphou         | 28 | 5  | 9  | 14 | 23 | 53 | -30 | 19    |
|  | 15 | Evagoras Paphou     | 28 | 4  | 10 | 16 | 16 | 47 | -31 | 19    |

G = Partite giocate; V = Vittorie; N = Nulle/Pareggi; P = Perse; GF = Goal fatti; GS = Goal subiti; DIF = Differenza reti.
- (C): Campione nella stagione precedente
- (CC): Vince la Coppa di Cipro

### Verdetti
- APOEL Campione di Cipro 1979-80.
- APOP Paphos e Evagoras Paphos retrocesse in Seconda Divisione.

### Qualificazioni alle Coppe europee
- Coppa dei Campioni 1980-1981: APOEL qualificato.
- Coppa delle Coppe 1980-1981: Omonia qualificato.
- Coppa UEFA 1980-1981: Pezoporikos Larnaca qualificato.